# Будилово (Ленинградская область)
Будилово — деревня в Осьминском сельском поселении Лужского района Ленинградской области.

## История
Впервые упоминается в писцовых книгах Шелонской пятины 1498 года, как деревня Дубилово на Которском озере в Сумерском погосте Новгородского уезда.
Деревня Будиловка на озере Которском (Спасском) обозначена на карте Санкт-Петербургской губернии Ф. Ф. Шуберта 1834 года.

БУДИЛОВО — деревня принадлежит её величеству, число жителей по ревизии: 59 м. п., 73 ж. п. (1838 год)

Как деревня Будилова она отмечена на карте профессора С. С. Куторги 1852 года.

БУДИЛОВА — деревня Гдовского её величества имения, по просёлочной дороге, число дворов — 21, число душ — 59 м. п. (1856 год)

БУДИЛОВО — деревня удельная при озере Котарском, число дворов — 18, число жителей: 65 м. п., 69 ж. п. (1862 год)

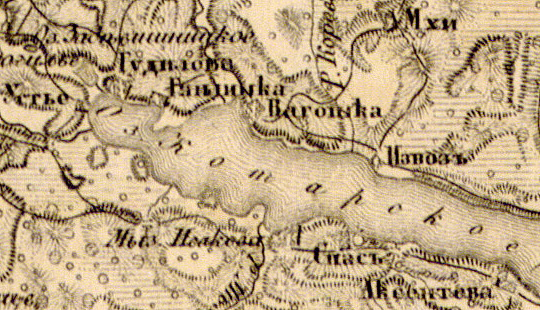
Деревня Будилово на карте 1863 года

Согласно карте из «Исторического атласа Санкт-Петербургской Губернии» 1863 года деревня называлась Гудилово.
В XIX — начале XX века деревня административно относилась к Осьминской волости 2-го земского участка 1-го стана Гдовского уезда Санкт-Петербургской губернии.
По данным «Памятной книжки Санкт-Петербургской губернии» за 1905 год, деревня Будилово входила в Будиловское сельское общество.
С 1917 по 1920 год деревня Будилово входила в состав Осьминской волости Гдовского уезда.
С 1920 года, в составе Самровской волости.
С 1922 года, в составе Заянской волости.
С 1923 года, в составе Будиловского сельсовета Осьминской волости Кингисеппского уезда.

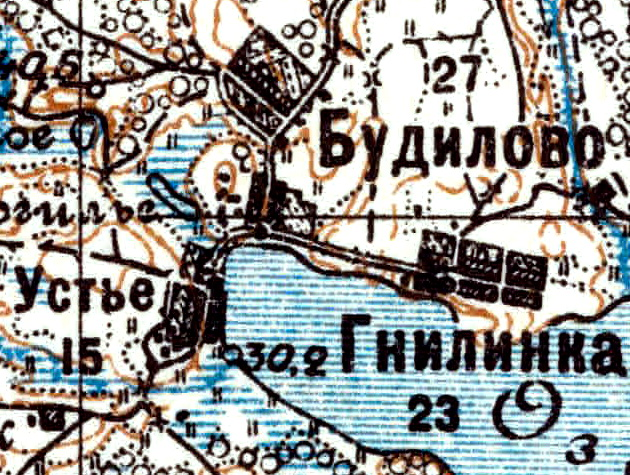
Деревня Будилово карте 1926 года

Согласно топографической карте 1926 года деревня насчитывала 27 крестьянских дворов, смежно с ней находилась деревня Устье из 15 дворов.
С 1927 года, в составе Осьминского района.
В 1928 году население деревни Будилово составляло 201 человек.
По данным 1933 года деревня Будилово являлась административным центром Будиловского сельсовета Осьминского района, в который входили 10 населённых пунктов: деревни Будилово, Вагошка, Гниленка, Извоз, Мхи, Пушкино, Руденка, Спас-Которск, Устье и хутор Исаково, общей численностью населения 1308 человек.
По данным 1936 года в состав Будиловского сельсовета входили 14 населённых пунктов, 240 хозяйств и 9 колхозов, административным центром сельсовета была деревня Гниленка.
C 1 августа 1941 года по 31 января 1944 года деревня находилась в оккупации.
С 1961 года, в составе Сланцевского района.
С 1963 года, в составе Лужского района.
В 1965 году население деревни Будилово составляло 65 человек.
По данным 1966 года деревня Будилово являлась административным центром Будиловского сельсовета Лужского района.
По данным 1973 и 1990 годов деревня Будилово входила в состав Рельского сельсовета Лужского района.
В 1997 году в деревне Будилово Рельской волости проживал 31 человек, в 2002 году — 35 человек (русские — 91 %).
В 2007 году в деревне Будилово Осьминского СП проживали 15 человек.

## География
Деревня расположена в западной части района на автодороге 41К-020 (Сижно — Осьмино).
Расстояние до административного центра поселения — 27 км.
Расстояние до ближайшей железнодорожной станции Молосковицы — 75 км.
Деревня находится на северном и западном берегах Спасс-Которского озера.

## Демография
| 1838 | 1862 | 1928 | 1965 | 1997 | 2007 | 2010 |
| ---- | ---- | ---- | ---- | ---- | ---- | ---- |
| 132  | ↗134 | ↗201 | ↘65  | ↘31  | ↘15  | ↗16  |
| 2017 |      |      |      |      |      |      |
| ↘10  |      |      |      |      |      |      |

## Улицы
Центральная.